# Лукьянов, Алексей Миронович
Алексей Миронович Лукьянов (15 марта 1910, с. Красные Ключи, сейчас Похвистневский район, Самарская область — 24 февраля 1991, Москва) — советский эрзянский поэт, прозаик, журналист, военный корреспондент. Член Союза писателей СССР (1935). Автор первого эрзянского романа в стихах «Кинель» (1933). Редактор журнала «Сятко» («Искра»). Один из лидеров московского кружка эрзянской интеллигенции.

## Биография
Родился в семье эрзянского фермера Мирона Лукьянова. Окончил семилетнюю школу и Бугурусланское профтехучилище. В 1925 году стал студентом рабочего факультета Центриздата в Москве. Работал наборщиком в типографии Центриздата народов СССР, затем стал сотрудником эрзянской газеты «Якстере теште» («Красная звезда»). В 1926 году в этой газете впервые напечатаны эрзянские стихи Лукьянова. В это же время он учился на заочном отделении филологического факультета Московского государственного университета. Впоследствии вместе с редакцией газеты «Якстере теште» переехал в новообразованную Мордовскую автономную область (город Саранск).
Работал заместителем редактора газета «Эрзянь Коммуна», редактором журнала «Сятко» (Искра). Издал первый поэтический сборник «Зорясь лазовсь» («Заря занялась», 1931).
В 1935 году переехал обратно в Москву. Работал редактором эрзянской секции издательства «Учпедгиз».
После начала Великой Отечественной войны был призван в армию. Был сотрудником фронтовой газеты. Участвовал в Битве за Москву. Воевал в составе Западного и 3-го Белорусского фронтов. Награждён двумя орденами Красной Звезды.

## Творчество
Первые поэтические произведения Лукьянова характерны подражанием народной поэтике эрзян, их музыкально-речевому строю: «Сиянь лей» («Серебряная река», 1927), «Опаня чокшне» («Тихий вечер», 1927). В начале 1930-х годов в лирике уже доминирует коммунистическая тематика, появляется характерная для того времени плакатность. Таковы сборники «Минь изнятаноо» («Мы победим», 1932), «Икелев» («Вперёд», 1933). Определённым ориентиром творчества Лукьянова становится русский поэт В. Маяковский, а также А. Безыменский. Книги этого же периода: «Кочказь сермадовкст» («Избранные произведения», 1933), «Арсемат» («Думы», 1935). В последний сборник вошла первая поэма Лукьянова «Пулемётчик Прока», повесть «Ася».
Лукьянов является автором первого эрзянского романа в стихах «Кинель» (1933). В произведении отражено участие азиатских общин эрзян в Первой мировой войне, а также драматическая судьба финно-угорских народов западной Азии во время многочисленных военных кампаний Белых и Красных армий.
После переезда в Москву, темпы творческой работы замедляются. В 1948 году он начинает снова активно издаваться, в частности сборник «Вечкевикс мастор» («Любимая Родина»). В нём собраны стихи Лукьянова военного и послевоенного времени. В том же году он заканчивает поэму «Ава-героиня» («Мать-героиня»), в которой воспевается мордовская женщина, воспитавшая во времена Великой Отечественной войны 10 детей.
В 1950-х годах Лукьянов обращается к прозе. Роман «Валдо ки» («Светлый путь», в 2-х кн., 1955—1958) описывает примеры жизни послевоенного эрзянского села. На эту же тему рассказы 1960-х: «Чахра» (1962), «Вейкине» («Единственная», 1962), «Колмо ялгат» («Три товарища», 1962), очерки «Мокшалейсэ» («В Мокшалее», 1963), «Васенце борозда» («Первая борозда», 1965), повесть «Полковник» (1961).
Отдельные произведения переведены на русский язык. Значительное внимание творчеству Лукьянова уделяла эрзянская критика второй половины XX века.
Умер 24 февраля 1991 года в Москве

## Память
В селе Красные Ключи Самарской области, где родился Лукьянов, в его честь названа улица.

## Произведения
На эрзянском языке
1. Зорясь лазовсь: Стихть. — М.: Центриздат, 1931. — 80 с.
2. Давол: Ёвтнема. — Саранск: Мордгиз, 1932. — 31 с.
3. Минь изнятано: Стихть. — М.; Л.: ГИХЛ, 1932.— 128 с.
4. Икелев!: Морот ды поэма. — Саранск: Мордгиз, 1933. — 52 с.
5. Киняль: Роман стихсэ сёрмадозь. Васенце книга. — Саранск: Мордгиз, 1933.- 118 с.
6. Кочказь сёрмадовкст. — М.: ОГИЗ; Мол. гвардия, 1933. — 111с.
7. Арсемат: Морот. — Саранск: Мордгиз, 1935. — 40 с.
8. Минек Вася: Стихт. — Саранск: Мордовской гос. издательствась, 1941. — 24с.
9. Вечкевикс мастор: Стихть ды поэма. — Саранск: Мордовской государственной издательствась, 1948. — 104 с.
10. Валдо ки: Роман. Васенце пелькс. — Саранск: Мордовской книжной издательствась, 1955. —180 с.
11. Валдо ки: Роман. Омбоце пелькс. — Саранск: Мордовской книжной издательствась, 1958. —196 с.
12. Ладямо: Поэма //Сятко. — 1941. — № 6. — С. 43—58.
13. Лида: Ёвтнема // Сураньтолт. —1961. — № 1. — С. 66—70.
14. Вейкине: Ёвтнема // Сурань толт. — 1962. —№ 2. — С. 38—45.
15. Чахра: Ёвтнема // Сурань толт. — 1962. — № 4. — С. 3—14; Чинь стямо. — Саранск, 1967. — С. 180—201; Валдо чинть ало. — Саранск, 1979.— С. 201—217.
16. Марфань инжезэ: Ёвтнема // Эрзянь правда.— 1964.— 1 сент.
17. Од видьметь: Повестть // Сурань толт. — 1964. — № 6. — С. 5—49.
18. Вастома: Ёвтнема // Эрзянь правда.— 1967 — 16 апр
19. Дашу: Повесть //Сятко. — 1967. — № 2. — С. 15—33.
20. Кандидат: Ёвтнема // Сятко. —1967. — № 6. — С. 40—42.
21. Кал: Ёвтнема // Сятко. — № 4. — С. 86—90; 1993. — N<- 3 — С. 18—21.

На русском языке
1. Светлый путь: Роман. Кн. 1. / Авториз. пер. с мордов.-эрзя В. Уварова — Саранск: Мордов. кн. изд-во, 1956. — 191 с.
2. Моя Родина; Я хочу; Запоём по-новому свои песни: Стихи / Пер. П.Эрьке // Эрзянские поэты. — Саранск, 1935. — С. 3—11.
3. Россия, край мой дорогой // Сов. Мордовия. — 1962. — 23 дек.
4. Тихий вечер: Стихи // Пер. Д. Семеновский // Антология мордовской поэзии. — Саранск, 1987. — С. 1 15.